# Bataille de Bulair
Première guerre balkanique
La bataille de Bulair (bulgare : Битка при Булаир, turc : Bolayır Muharebesi) eut lieu le 26 janvier 1913 entre la septième division d'infanterie Rila de Bulgarie, sous les ordres du général Gueorgui Todorov et la 27e division d'infanterie ottomane. La bataille s'est soldée par une victoire bulgare.

## Contexte
La forteresse d'Edirne était assiégée par l'armée bulgare depuis le début de la guerre en 1912. À partir de la mi-janvier 1913, le haut commandement ottoman prépara une attaque pour atteindre Edirne et traverser le blocus.

## Déroulement

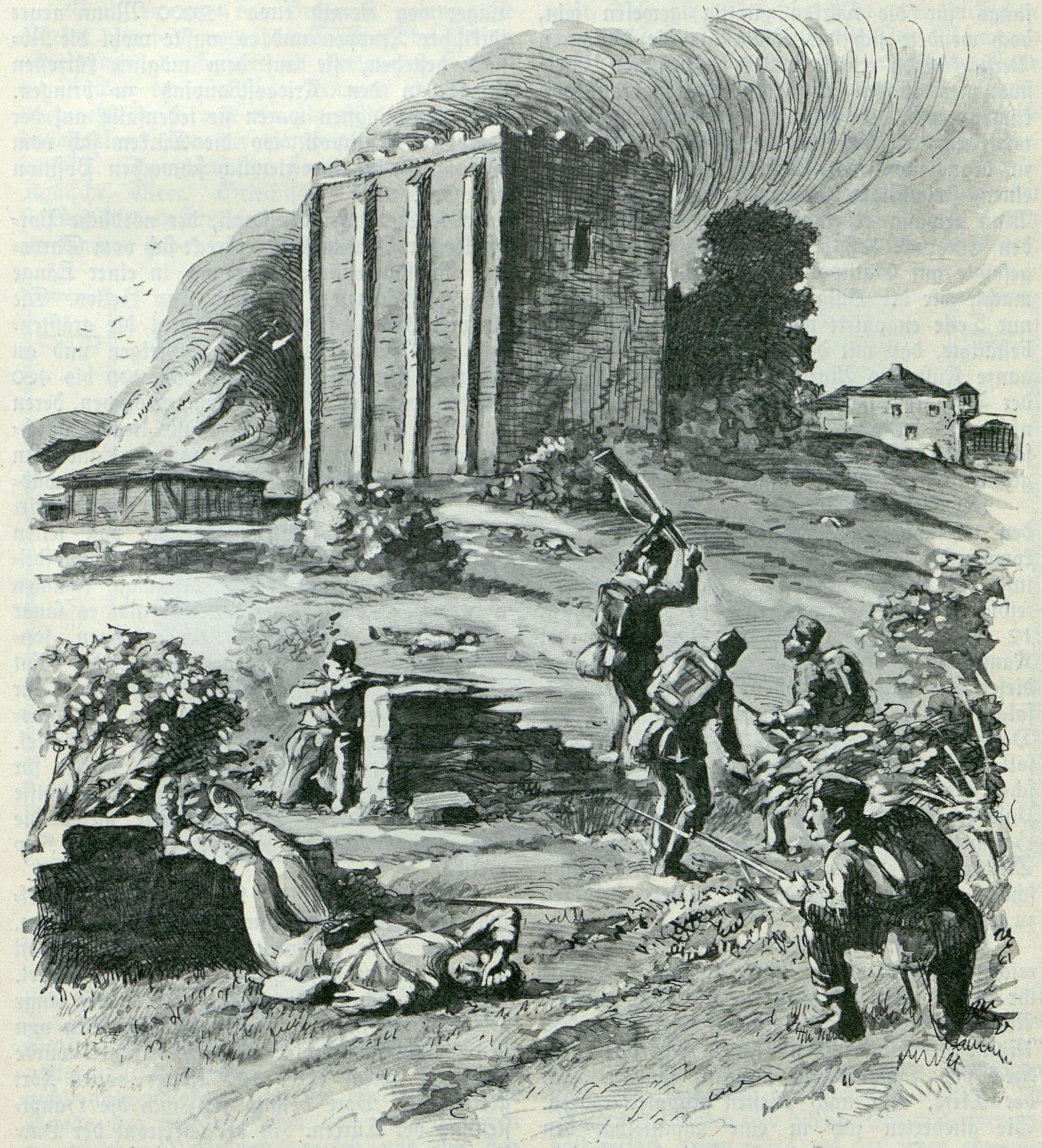
Dessin d'une escarmouche lors d'une patrouille.

L'avancée commença le matin du 26 janvier quand la division Myuretebi est parti, sous le couvert du brouillard, sur la route de Bulair. Les positions bulgares ont remarqué l'attaque que lorsque la division ottomane se trouvait à moins de 100 pas. À 7 heures du matin, l'artillerie ottomane a ouvert le feu. L'artillerie auxiliaire bulgare ouvrit à son tour le feu ainsi que les soldats du 13e régiment d’infanterie ce qui ralentit l'avancée de l'ennemi.
À 8 heures du matin, la 27e division d'infanterie ottomane a commencé à avancer en se concentrant sur les côtes de la mer de Marmara. Du fait de leur supériorité, les Ottomans ont saisi la position de Doganarslan Chiflik et commencèrent à encercler l'aile gauche du 22e régiment d'infanterie bulgare. Le commandement de la 7e division d'infanterie Rila réagit immédiatement et ordonna une contre-attaque au 13e régiment d'infanterie Rila ce qui força la division Myuretebi à reculer.
Les forces ottomanes furent surprises des actions décisives des Bulgares et quand ils virent l'avancée du 22e régiment d'infanterie thrace, ils paniquèrent. L'artillerie bulgare a alors concentré son feu sur Doganarslan Chiflik. Vers 15 heures, le 22e régiment contre-attaqua l'aile droite des forces ottomanes et, après un combat intense mais court, l'ennemi commença à se retirer. Plusieurs combattants des troupes ottomanes en train de fuir étaient tué par les tirs de l'artillerie bulgare. Après cet épisode, l'ensemble des forces bulgares attaqua et vainquit l'aile gauche de l'armée ottomane.
Vers 17 heures, les forces ottomanes renouvelèrent leurs attaques et se dirigèrent vers le cœur des forces bulgares mais furent repoussées avec de nombreuses pertes.
La position fut débarrassée des forces ottomanes et la ligne de défense fut réorganisée.

## Sources
- (en) Cet article est partiellement ou en totalité issu de l’article de Wikipédia en anglais intitulé « Battle of Bulair » (voir la liste des auteurs).